# ЗиУ-5
ЗиУ-5 — советский высокопольный троллейбус большой вместимости для внутригородских пассажирских перевозок, серийно производившийся с 1959 по 1972 годы на заводе имени Урицкого в городе Энгельсе Саратовской области (после распада СССР — АО «Тролза»). Названием машины является аббревиатура полного названия завода-производителя, которая также служила и его торговой маркой до переименования предприятия.
Полное число выпущенных ЗиУ-5 превышает 16 000 машин. Это позволило ЗиУ-5 занять доминирующее положение среди работавших в СССР того времени моделей троллейбусов. Последние ЗиУ-5 были отставлены от работы с пассажирами в середине-конце 1980-х годов (точная дата варьирует от города к городу). Одними из последних городов СССР, где работали ЗиУ-5 (поздние модификации ЗИУ-5Г и ЗИУ-5Д), стали:
- Житомир (последняя машина была списана в мае 1987 года[2])
- Днепропетровск (работали на маршрутах до августа 1987 года)
- Минск (работали на маршрутах до августа 1987 года).
- Москва (последние несколько машин работали на маршрутах вплоть до декабря 1987 года[3][4]).
- Одесса (весной 1989 года выведены из пассажирской эксплуатации последние две машины 348[5] и 353, 353 до 1995 года использовался в роли техпомощи, разобран в 1999 году[6]).
- Ленинград (машина 2246 второго троллейбусного парка под управлением закреплённого за ней водителя Владимира Петровича Шляпникова оставалась его стараниями в пассажирской эксплуатации, по разным данным, до 1993[7] или даже 1994 года[8]).

Местные ремонтные заводы позволяли дольше, чем в других местах, поддерживать в форме последние троллейбусы этой марки, таким образом их срок службы вместо положенных 14 лет продлевался до 16-17 лет. Один из последних ЗиУ-5, реально работавший, а не находящийся в музее, сгорел в Харькове весной 2005 года. Это была лаборатория контактной сети. Небольшое число сохранившихся ходовых ЗиУ-5 стали музейными экспонатами.

## История создания
Первое десятилетие после Великой Отечественной войны было отмечено бурным созданием и развитием троллейбусных систем в Советском Союзе. Они рассматривались как продвинутое решение транспортных проблем по сравнению с «полуустарелыми» трамваями. Основой парка подвижного состава тогда был МТБ-82, очень надёжный, долговечный и простой по конструкции троллейбус. Но он относился к среднему классу и не отличался ни комфортом для пассажиров, ни удобством работы для водителя и кондуктора. Главными недостатками МТБ-82 сочли тяжёлую рамную конструкцию корпуса, непропорционально большую кабину водителя, узкие двери, неудовлетворительный обзор из пассажирского салона, неоптимальную с точки зрения экономии электроэнергии косвенную неавтоматическую систему управления током через тяговый электродвигатель.
Некоторые улучшения были реализованы конструкторами ЗиУ на малосерийных экспериментальных троллейбусах ТБУ-1. Однако затем было решено попытаться устранить все проблемы разом, используя самые современные на тот момент технологии. Помимо большого вместительного корпуса обтекаемой формы предполагалось внедрить новую автоматическую реостатно-контакторную систему управления (РКСУ) для оптимизации процессов пуска-торможения троллейбуса и упрощения работы водителя (для вождения МТБ-82 требовался значительный опыт управления машиной, причём новичок легко мог сжечь её пускотормозные сопротивления). С целью повышения электробезопасности и обеспечения работы РКСУ становилось необходимым разделение электрических цепей на силовые высоковольтные и служебные низковольтные. В 1958 году заводское конструкторское бюро закончило проектные работы, и на опытном производстве ЗиУ был построен первый прототип такой машины под заводским индексом ЗиУ-5. Новый троллейбус получил все упоминавшиеся выше новшества, экспериментальную рекуперативную тормозную систему (от которой отказались впоследствии) и был направлен на испытания, которые успешно выдержал — его рекомендовали к серийному производству.

## Производство
Серийный выпуск ЗиУ-5 начался в 1959 году после успешных испытаний прототипа. Крупная партия (до 200 единиц) была отправлена в московское троллейбусное депо № 2 для широкомасштабных испытаний в реальных условиях пассажирской эксплуатации. По результатам этих испытаний при активном участии работников депо завод имени Урицкого и производитель электрооборудования, московский завод «Динамо», устранили наиболее явные изъяны новой конструкции. С 1961 года ЗиУ-5 полностью заместил на сборочных линиях предыдущую модель троллейбуса МТБ-82. В процессе производства в конструкцию ЗиУ-5 неоднократно вносились изменения (см. раздел Модификации), однако основные элементы конструкции машины были неизменны в течение всего периода выпуска.
На базе ЗиУ-5 была предпринята попытка построить машину среднего класса для замены в будущем всё ещё многочисленных тогда троллейбусов этого класса марки МТБ-82. Был построен прототип ЗиУ-7 с очень высокой степенью унификации по узлам и агрегатам с ЗиУ-5; в технической литературе того времени его даже заранее называли наиболее распространённым в СССР, наряду с ЗиУ-5 и МТБ-82. Однако ЗиУ-7 так и не вышел из стадии опытных образцов, а основные работы развернулись по проектированию нового троллейбуса, призванного заменить в производстве сам ЗиУ-5.
В 1971 году прототип такой машины был успешно построен и в том же году, параллельно с ЗиУ-5, был начат её серийный выпуск под маркой ЗиУ-9. По сравнению с ЗиУ-5 ЗиУ-9 имел ряд преимуществ в производственном и технологическом плане, поэтому с 1972 года выпуск ЗиУ-5 был прекращён в пользу новых ЗиУ-9.
По данным известного российского историка автомобилестроения Льва Шугурова (каталог автотранспортной продукции СССР) всего было выпущено свыше 20000 троллейбусов ЗиУ-5, однако максимально известный номер на заводской табличке находился в диапазоне 16000—17000. Поскольку архивы АО «Тролза» являются закрытыми для широкого доступа, точная цифра выпущенных ЗиУ-5 пока остаётся неизвестной.

## Работа в городах СССР
ЗиУ-5 централизованно поставлялся в подавляющее большинство работавших в 1959—1972 гг. троллейбусных хозяйств СССР. Поскольку выпуск МТБ-82 в 1960 году был прекращён, а других (кроме московского СВАРЗа, работавшего сугубо для Москвы, и КЗЭТа, работавшего в основном на Киев) отечественных производителей троллейбусов, кроме ЗиУ, не существовало, то ЗиУ-5 был практически безальтернативным вариантом. Единственным исключением были троллейбусные хозяйства ряда южных и западных республик в составе СССР, получившие чехословацкие троллейбусы Škoda 8Tr и 9Tr. Во все остальные города поставлялись только ЗиУ-5, и, после снятия старых МТБ-82 с пассажирских перевозок, они стали там единственным видом троллейбусного подвижного состава. Вместе с большим объёмом выпуска это позволило им занять доминирующее положение среди марок троллейбусов в СССР. Даже после начала массового выпуска ЗиУ-9 удельная доля ЗиУ-5 ещё достаточно долго оставалась значительной. ЗиУ-5 работали в Москве, Ленинграде, Владимире, Иванове, Киеве, Кишинёве, Горьком, Новосибирске, Свердловске, Красноярске, Ставрополе, Одессе, Таллине, Чебоксарах, Куйбышеве, Тольятти, Краснодаре, Новороссийске, Запорожье, Харькове, Тирасполе, Чимкенте и многих других городах СССР.
Однако, спустя десяток лет после окончания серийного выпуска ЗиУ-5, из-за ряда проблем с общей долговечностью корпуса этой машины, число работающих ЗиУ-5 стало стремительно уменьшаться, а из-за наличия поставок более многочисленных ЗиУ-9 — не было смысла пытаться сохранить старые машины. В августе 1959 года СССР присоединился к Международной конвенции о дорожном движении. Габаритная ширина отечественных автобусов должна была укладываться в международный стандарт, равный 2500 мм. Поэтому в основном к 1985—1987 гг. ЗиУ-5 исчезли с улиц городов СССР, а немногочисленные оставшиеся троллейбусы этой марки стали служебными или музейными машинами. Дольше всего последние немногочисленные машины проработали в Одессе и Ленинграде.
Некоторое количество троллейбусов вместо утилизации использовались в качестве гаражей, сараев или бытовок .

## Работа в зарубежных городах
Троллейбусы ЗиУ-5 продавались также и на экспорт в Будапешт и Боготу.
В Будапешт в 1966—1969 годах было в общей сложности поставлено 100 машин этого типа. Первое списание произошло уже в 1975 году, последние машины ушли с линий в 1982 году. Будапештские водители были недовольны тем, что из-за неудачного размещения кабины и дверей они имели плохой обзор справа. Чтобы устранить этот недостаток, в 1971—1975 годах передняя дверь у всех ЗиУ-5 была переделана из четырёхстворчатой в трёхстворчатую (передняя створка при этом превращалась в «окошко»). От этого высадка и посадка в троллейбус, и без того имеющий недостаточное количество дверей при своей вместимости, ещё более удлинялась.
Электрооборудование первых списывавшихся в Будапеште ЗиУ-5 (до 1978 года) устанавливалось на ранних экземплярах троллейбусов венгерского производства: Икарусах 260Т и 280Т.

## Модификации
Основными модификациями троллейбуса ЗиУ-5 являются:
- ЗиУ-5 образца 1959 года — с пневмоприводом дверей, составными лобовыми стёклами и тремя задними окнами;
- ЗиУ-5 образца 1960 года (1960—1966) — с электроприводом дверей, усиленным кузовом, цельными лобовыми стёклами и одним задним окном; как и предыдущая модификация, с передним и задним мостом от грузового автомобиля МАЗ/КРАЗ.
- ЗиУ-5Г (1966—1968) внесены небольшие технические и технологические улучшения, машины этой модификации легко отличимы по «скворечнику» — небольшому заднему окошку-фонарю маршрутоуказателя;
- ЗиУ-5Е — трехдверный вариант.
- ЗиУ-5Д — задний мост заменён с отечественного на венгерский «RABA-018.80».

Также на форумах электротранспортной тематики иногда встречаются упоминания других модификаций ЗиУ-5, однако в технической литературе 1960—1970-х гг. описываются только вышеупомянутые четыре, притом первые две в списке являются в известной степени условными — они не имеют официальных обозначений, но достаточно сильно отличаются как по внешнему виду, так и по своему оборудованию. Существование прочих модификаций машины вполне возможно, так как в закрытой для публичного доступа технической документации ЗиУ опытные варианты ЗиУ-5 вполне могли иметь своё обозначение.
До последней крупносерийной модификации ЗиУ-5Д эмблема завода-изготовителя представляла собой большое хромированное декоративное украшение лобовой части троллейбуса, на ЗиУ-5Д она стала меньше по размеру и не хромировалась, а окрашивалась. На «лбу» поздних ЗиУ-5Д вместо «крыльев» появился ныне привычный кругляшок-«шайба» с наискосок расположенной надписью «ЗиУ». В этом виде эмблема перешла на следующую модель ЗиУ-9.

## Оценка проекта
На момент своего появления ЗиУ-5 был воплощением самых передовых идей в троллейбусостроении — в его конструкции впервые в СССР были применены несущий кузов, автоматическая косвенная реостатно-контакторная система управления, разделение электрических цепей на высоко- и низковольтные части, многочисленные электрические устройства вместо ручных или пневматических аналогов на предыдущих моделях троллейбусов. Особое внимание было уделено комфорту пассажиров и эргономике рабочего места водителя. Широкий кузов ЗиУ-5 позволил разместить двухрядные сиденья по обоим бортам машины и оставить между ними достаточно широкий проход. Задняя накопительная площадка была очень просторной для размещения крупногабаритного багажа пассажиров, широкие двери по сравнению с очень узкими на МТБ-82 многократно ускорили процесс посадки-высадки. Большая площадь остекления способствовала удобству наблюдения из пассажирского салона и кабины водителя за окружающей обстановкой. Все эти принципы, положенные в основу при проектировании ЗиУ-5, оказались очень удачными и перешли в другие конструкции троллейбусов ЗиУ, выпускаемых вплоть до настоящего времени[когда?].
После устранения «детских болезней» ЗиУ-5 зарекомендовал себя вполне удобным в эксплуатации троллейбусом. Однако эта машина (наряду со многими другими) пострадала от главной тенденции советского транспортного машиностроения 1960-х гг. — стремления максимально увеличить и удешевить выпуск продукции даже в ущерб надёжности. Кроме того, обильное применение новшеств на первых порах приводило к существенным трудностям в освоении ЗиУ-5. В результате по сравнению с подвижным составом сталинской эпохи резко упал срок эксплуатации и не было стимула бороться за сохранность техники — предприятия гарантированно получали новые машины по плану благодаря большому объёму их выпуска. Как следствие, среди работников предприятий возросло наплевательское отношение к вверенной им технике, что ещё более сокращало срок её службы.
Применительно к ЗиУ-5 это привело к тому, что к концу 1960-х годов он перестал рассматриваться как современный троллейбус, и ЗиУ начал разработку новой машины. В 1971 году был построен её прототип, ставший впоследствии самым массовым троллейбусом мира ЗиУ-9. Кроме трёхдверного стального кузова «гранёного» дизайна с дополнительной ступенью пневмоподвешивания, у ЗиУ-9 не было никаких существенных новшеств в конструкции и оборудовании по сравнению с ЗиУ-5. Таким образом, по своему идейному уровню (несущий кузов, коллекторный тяговый электродвигатель, реостатно-контакторная система управления, высокий пол) ЗиУ-5 вполне соответствует выпускавшейся до начала 2010-х годов на АО «Тролза» модели ЗиУ-682Г-016-02, являющейся перелицованным ЗиУ-9. Резюмируя все эти факты, можно сказать, что представленные впервые на ЗиУ-5 технические решения надолго пережили саму эту машину и остались востребованными на российском рынке троллейбусной продукции вплоть до начала 21-го века, несмотря на громадный рывок во всех компонентах у зарубежных производителей троллейбусов. Однако относительная нетребовательность к квалификации персонала и дешевизна концепции, впервые представленной на ЗиУ-5, сделали абсолютно неконкурентоспособными на российском рынке любые более продвинутые технические решения.

## Описание конструкции

### Кузов
Кузов ЗиУ-5 представлял собой сварной остов из гнутых профилей различных толщины и сечения, обшитый алюминиевыми кузовными панелями, которые приклёпывались к несущим конструкциям каркаса кузова. Изнутри кузов обшивался отделочной фанерой, для улучшения эстетического восприятия пассажирами ряд металлических деталей (поручни, ручки, оконные элементы) хромировался.
На машинах первых серий в салоне также устанавливались часы (однотипные с использовавшимся в автобусах ЗИЛ-127). Дощатый пол настилался на профили рамной составляющей каркаса и покрывался резиновым покрытием. Для доступа к ряду узлов и агрегатов в полу были сделаны люки. В ЗиУ-5 ставились мягкие сиденья диванного (на пружинах) типа. В процессе производства несколько менялось внутреннее оформление элементов пассажирского салона — перестали устанавливаться салонные часы (с ЗиУ 5Д), хромированные поручни заменили на анодированные; на машинах позднего выпуска поручни стали делать в поливиниловой оплётке, отделочную фанеру заменили на пластик. В технической литературе того времени эти решения считались передовыми, позволяющими повысить электробезопасность пассажиров и удобство уборки салона. В реальности такие изменения были вызваны стремлением максимально удешевить и
убыстрить производство, избавившись от сложных технологических операций по хромированию или анодированию металлических деталей и пропитки фанеры с её выгибанием вдоль сложных неплоских поверхностей.
Кузов имеет два дверных портала в своих оконечностях, в которых устанавливаются ширмовые двери. С внутренней стороны кузова над дверными порталами установлены коробки для приводов открытия и закрытия дверей. Изначально эти приводы были пневматическими, однако уже на первой крупносерийной модификации ЗиУ-5 их заменили на чисто электрические.
Снаружи кузов троллейбуса на заводе окрашивался автоэмалями по одной из типовых схем:
- борта и юбка вишнёвые, верх белый;
- верх и борт светло-голубые, юбка красная;
- верх и борт светло-серые, либо белые, юбка синяя, либо темно-красная;
- верх и борт жёлтые, юбка и подоконная полоса красные с «галстуком» на лобовой оконечности машины (окраска нижегородского музейного ЗиУ-5);
- верх белый, борт и юбка зеленовато-голубого оттенка (окраска музейного ЗиУ-5 в Санкт-Петербурге).

Стремление к экономии времени и материалов негативно отражалось на надёжности кузова ЗиУ-5. В ходе эксплуатации не раз возникали трещины на наиболее нагруженных элементах рамной составляющей каркаса кузова. В некоторых троллейбусных хозяйствах (например, в Горьком и Краснодаре) на заднюю площадку троллейбусов ЗиУ-5 устанавливали дополнительные сиденья, чтобы снизить нагрузку на несущие элементы остова. Марка стали, использованная в профилях каркаса, также имела одну негативную особенность — она теряла прочностные свойства при термическом воздействии. В результате при заваривании трещины в раме машины в окрестностях сварного шва скоро появлялись другие трещины вторичного характера, вызванные деградацией материала от нагрева при сварке. Как правило, следствием этого был ещё один перелом несущих конструкций, после чего машина становилась непригодной к перевозке пассажиров и списывалась. Сочетание в конструкции кузова разнородных металлов — алюминия и железа в составе стали приводило к электрохимической коррозии металла с более высоким электрохимическим потенциалом в ряду Бекетова, то есть алюминия. Хотя этот фактор не играл основной роли в общей картине, он служил «удачным дополнением» ко всем вышеперечисленным обстоятельствам. Итогом был относительно недолгий срок службы всего троллейбуса в целом: например, в троллейбусном депо № 1 г. Горького средняя продолжительность эксплуатации ЗиУ-5 составляла 11—12 лет, причём машины списывались именно из-за плохого состояния кузова.

### Мосты
ЗиУ-5 является двухосным троллейбусом, у которого ведущими колёсами являются задние, а передние служат для задания и смены направления движения. Колёса, полуоси, элементы тормозных механизмов и подвески собраны в отдельный конструктивный узел — так называемый мост. Оба моста подвешиваются к несущему кузову ЗиУ-5 на полуэллиптических листовых рессорах. Передний и задний мосты существенно различаются по конструкции, так как, помимо общих функций, они выполняют свои специфические задачи. Передний мост является менее массивным и сложным по устройству, чем задний; он содержит в себе механизм поворота колёс. Задний мост состоит из картера редуктора (стальная отливка) и двух впресованных в него стальных рукавов, через которые проходят полуоси колёс, двухступенчатого редуктора и дифференциала, передающих крутящий момент с карданного вала от тягового двигателя на полуоси. Двухступенчатый редуктор образован парой конических шестерён с прямыми зубьями и парой цилиндрических шестерён с косыми зубьями. Передаточное число конической пары 3,1, цилиндрической — 3,909. Общее передаточное число редуктора 12,09.

### Пневмооборудование
Троллейбус ЗиУ-5 оснащался набором пневматического оборудования для обеспечения работы воздушного тормоза машины. Оно включало в себя компрессор, приводимый в действие вспомогательным электромотором, воздушный фильтр для очистки забортного воздуха, резервуары для его хранения, электропневматический регулятор давления в системе, механический клапан аварийного стравливания при отказе регулятора давления, главную магистраль и пневмоприводы барабанных тормозов на обоих мостах троллейбуса. Также, для облегчения управления троллейбусом, рулевое управление снабжалось пневмоусилителем.

### Электрооборудование
Электрооборудование троллейбуса ЗиУ-5 подразделяется на силовую высоковольтную цепь напряжением 550 В и вспомогательные низковольтные цепи напряжением 24 В. Силовая высоковольтная цепь получает питание напрямую от двухпроводной троллейбусной контактной сети посредством подвижных штанг-токосъёмников. В состав высоковольтной цепи входят:
- тяговый электродвигатель (ТЭД) смешанного возбуждения ДК-207А;
- пускотормозные сопротивления;
- контакторы группового реостатного контроллера;
- контроллер водителя (реверс (задний ход) тягового электродвигателя)
- радиореактор для подавления помех радиоприёму;
- мотор-генератор для выработки низковольтного напряжения 24В;
- мотор-компрессор пневмосистемы машины.

Низковольтная 24-вольтовая цепь получает питание от постоянно включённого мотор-генератора. В случае пропадания напряжения в контактной сети, отрыва от неё штанг или на стоянке с опущенными штангами её работоспособность поддерживается двумя аккумуляторными батареями. В отличие от автобуса, троллейбус ЗиУ-5 не имеет стартёра, а его низковольтная и высоковольтная цепи электрически полностью развязаны между собой, поэтому движение ЗиУ-5 за счёт запасённой в аккумуляторах энергии является невозможным. В низковольтную подсистему входят следующие цепи:
- наружного освещения и внутреннего освещения кабины водителя;
- световой и звуковой сигнализации;
- обогрева пассажирского салона, привода дверей и стеклоочистителей;
- управления групповым реостатным контроллером;
- контрольно-измерительных приборов;
- точки радиотрансляции;
- внутреннее освещение пассажирского салона.

Такое разделение электрооборудования продиктовано двумя обстоятельствами. Первым из них является повышение безопасности пассажиров и водителя от поражения электрическим током путём выноса всех высоковольтных систем вне салона и кабины водителя. Необходимые для работы и удобства пассажиров функции оборудования троллейбуса (освещение, привод дверей и т. п.) выполняют низковольтные устройства, практически безопасные для людей в случае нарушения изоляции проводки. Вторым фактором является экономия электроэнергии — использование высоковольтного напряжения для питания принципиально низковольтных устройств требует включения в цепь ограничительных резисторов, которые бесцельно рассеивают мощность и значительно снижают КПД устройства в целом.
Главными узлами электрооборудования ЗиУ-5 являются тяговый электродвигатель ДК-207А мощностью 95 кВт и система управления проходящим через него электрическим током. Двигатель ДК-207А является электромотором постоянного тока коллекторного типа со смешанным возбуждением, когда обмотка возбуждения состоит из двух катушек, одна из которых включена последовательно с якорем, а вторая — параллельно. Это позволяет использовать преимущества обоих типов возбуждения в одном двигателе.
Система управления током через ТЭД реостатно-контакторная (РКСУ) автоматическая косвенная (т. н. групповой реостатный контроллер, ГрК). Все коммутации силовых цепей из пускотормозных сопротивлений и ТЭД выполняются служебным низковольтным электромотором. Пускотормозные сопротивления ограничивают ток через ТЭД, таким образом управляется скорость его вращения и развиваемый им крутящий момент. В режиме торможения РКСУ формирует отключенную от контактной сети замкнутую цепь из ТЭД (работающего в режиме генератора постоянного тока) и включённых в качестве нагрузки тормозных сопротивлений. Возникающий в этой цепи ток создаёт внутри обмоток статора и ротора ТЭД противонаправленные магнитные потоки, приводящие к возникновению механического момента силы, стремящегося остановить вращение ротора. Таким образом, реализуется электродинамическое торможение троллейбуса. В самой первой модификации ЗиУ-5 присутствовала возможность рекуперативного торможения, когда электроэнергия, вырабатываемая ТЭД при замедлении, не рассеивалась впустую на тормозных сопротивлениях, а отдавалась обратно в контактную сеть и могла быть использована другими машинами на линии. Однако в серийных машинах возможность рекуперативного торможения убрали.
Важным узлом электрооборудования ЗиУ-5 является мотор-генератор для преобразования входного постоянного напряжения 550 В в низковольтное служебное 24 В. Это преобразование является очень простым — электромотор на 550 В вращает соосный с ним генератор на 24 В. Однако недостатком является постоянный шум от работающего мотор-генератора. С другой стороны, хорошая смазка и центровка мотор-генератора позволяют понизить шум до терпимого уровня.

### Тормозная система
Троллейбус ЗиУ-5 оснащался тремя типами тормозов — электродинамическим, пневматическим и стояночным. Последние два по своей сути являются приводами колодочно-барабанного тормозного механизма на обоих мостах машины. При торможении и остановке они работали в следующей последовательности: сначала троллейбус тормозился электродинамически, его кинетическая энергия трансформировалась в ТЭД в электрическую и рассеивалась в виде тепла на пускотормозных сопротивлениях. При малых скоростях электродинамическое торможение теряло свою эффективность и троллейбус дотормаживался колодочно-барабанным тормозом — колодки прижимались пневмоприводом к тормозному барабану, и за счёт силы трения оставшаяся часть кинетической энергии переходила в тепловую, нагревая барабан и колодки. Остановившийся троллейбус фиксировался на месте ручным стояночным тормозом. В случае экстренного торможения все три типа тормозов могли быть использованы одновременно. Тормозной путь пустого троллейбуса на ровной горизонтальной сухой площадке со скорости 30 км/ч составлял 4,42 м. Для гружёного троллейбуса при тех же условиях он практически удваивался — 8,65 м.

## Сохранившиеся экземпляры
По данным сайта Transphoto.org в настоящее время сохранилось 22 троллейбуса ЗиУ-5. Все эти троллейбусы стали музейными экспонатами.
4 троллейбуса находятся в Музее электрического транспорта Санкт-Петербурга (на ходу только одна машина № 143, остальные ожидают реставрации). Сам троллейбус может быть арендован всеми желающими для экскурсий и прогулок по городу.
В Москве находятся 5 троллейбусов данной модели (два из которых на ходу № 2323 и № 2672), (см. Музей пассажирского транспорта Москвы).
В Сентендре (пригороде Будапешта) находится ходовой троллейбус ЗиУ-5Д.
В Энгельсе находится памятник ЗиУ-5Д, установленный возле Энгельсского завода электрического транспорта, также троллейбусы-памятники находятся в Минске, Гомеле и Могилёве.
Минский ЗиУ-5 выпущен в 1972 году и установлен под открытым небом на территории троллейбусного парка № 2, участвовал только в парадах ретро-техники в 2002—2004 гг.
Также в Кишинёве находится ЗиУ-5Д, восстановленный до ходового состояния в 2015 году.
В Чебоксарах находится ЗиУ-5Д, который участвует в парадах городской техники.
Нижегородский ЗиУ-5Д стоит на хорошо видном месте на экспозиционной музейной площадке на территории городского трамвайного депо № 1, но близкий доступ к нему ограничен — необходимо заранее получить разрешение у начальника депо. Чаще всего оно выдаётся организованным группам туристов (данный экземпляр не является аутентичным).
- В 2012 году воронежскими энтузиастами в Белгороде был выкуплен кузов троллейбуса ЗиУ-5Г и перевезён в Воронеж на восстановление. В 2013 году установлен на территории троллейбусного депо.
- В ноябре 2013 года в депо Тулы был перевезён для восстановления троллейбус ЗиУ-5 № 43, ранее находившийся в качестве подстанции. В сентябре 2014 года он установлен на разворотном кольце у одного из троллейбусных маршрутов.
- В 2013 году в Кирове был восстановлен до ходового состояния троллейбус ЗиУ-5Д № 193. Периодически он участвует в различных праздничных мероприятиях.
- В октябре 2015 года в Московской области был выкуплен сарай из ЗиУ-5Д, подлежащий восстановлению, и был отправлен в Калугу.
- В 2017 году в Виннице восстановили ретро-троллейбус ЗиУ-5. Восстановление ретро-троллейбуса заняло около двух месяцев. Отреставрированный кузов переложили на шасси более новой модели ЗиУ-9, которые и сейчас составляют половину троллейбусного парка Винницы.
- В 2021 году в Челябинской области был найден кузов ЗиУ-5Д и был отправлен в Челябинск на восстановление в качестве памятника.
- В 2023 году в Казани у Аллеи Славы у метро «Суконная Слобода» установили ЗиУ-5, который находился в качестве сарая в трамвайном депо Ростова-на-Дону.